# Danuta Żelechowska

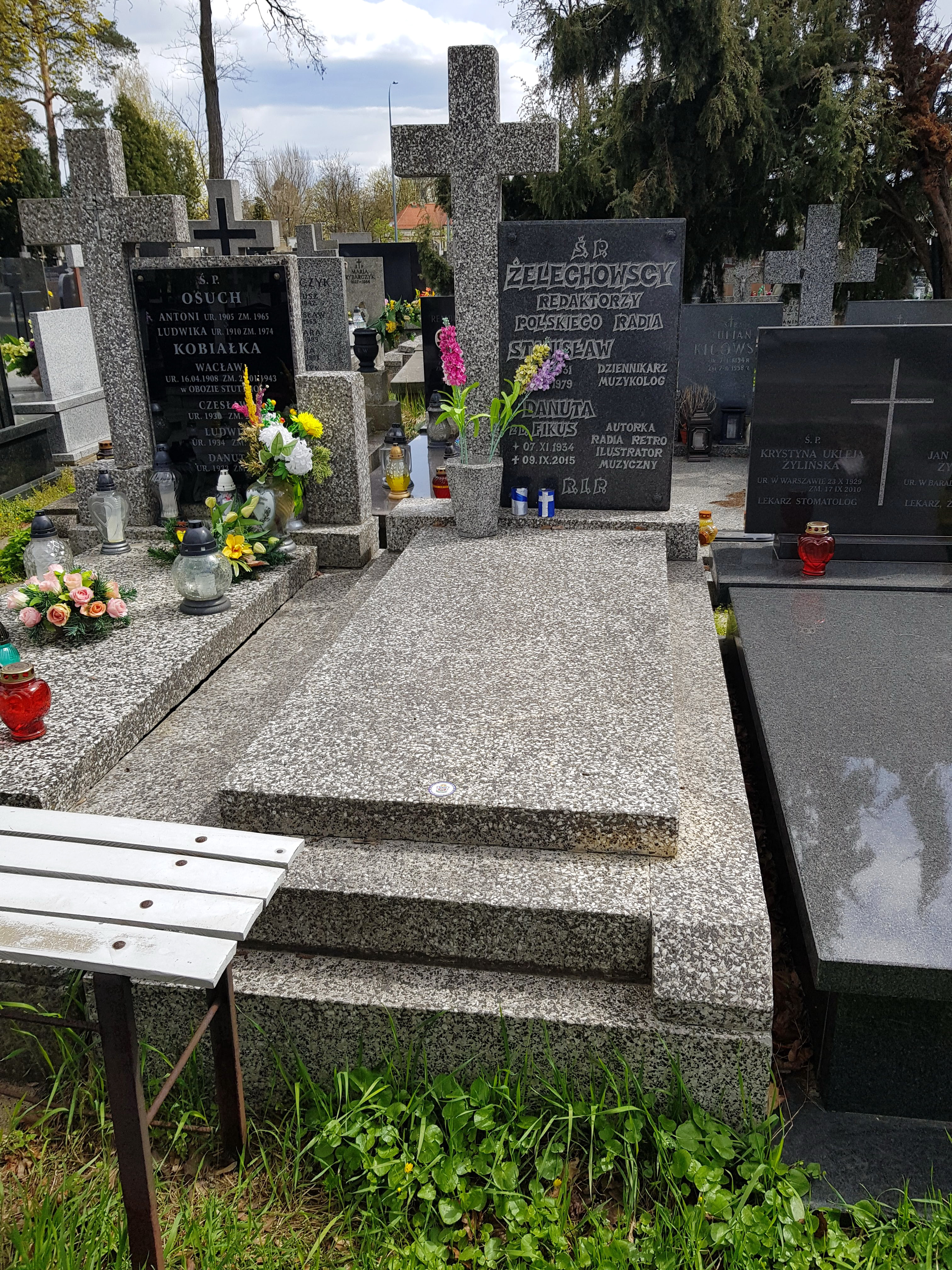
Grób Danuty Żelechowskiej na cmentarzu Wilanowskim

Danuta Żelechowska, właśc. Ewa Nikandra Żelechowska z domu Fikus (ur. 7 listopada 1934 w Warszawie, zm. 9 września 2015 tamże) – polska dziennikarka radiowa i popularyzatorka muzyki.

## Życiorys
W latach 1954–1984 pracowała w Polskim Radiu jako ilustrator muzyczny. Powróciła do współpracy z radiem w 1993. Znana była jako współprowadząca audycję Mijają lata, zostają piosenki, którą prowadziła wspólnie z Janem Zagozdą. W ostatnich latach życia prowadziła także wspólnie z Janem Zagozdą cykl audycji Słodkie radio retro i Wspomnienia pisane dźwiękiem. W uznaniu dorobku zawodowego oboje zostali wyróżnieni między innymi w 2004 Złotymi Liśćmi Retro przyznanymi im podczas Festiwalu Piosenki Retro im. Mieczysława Fogga organizowanego przez Wojciecha Dąbrowskiego. W 2005 Polskie Radio wyróżniło ich statuetką Złotego Mikrofonu natomiast w 2006 otrzymali nagrodę specjalną Ministra Kultury i Dziedzictwa Narodowego.
Zmarła 9 września 2015. Uroczystości pogrzebowe odbyły się w kościele św. Anny w Wilanowie i na miejscowym cmentarzu 17 września.

## Odznaczenia i nagrody
- Krzyż Kawalerski Orderu Odrodzenia Polski (2000)[6]
- Nagroda ZAiKS-u za popularyzację polskiej twórczości rozrywkowej (2000)[7]
- Złoty Mikrofon (2005)